# Estadio Mansiche
Das Estadio Mansiche ist ein Fußballstadion mit Leichtathletikanlage in der peruanischen Stadt Trujillo in der nordwestlichen Region La Libertad. Es wird von einigen Fußballvereinen in Trujillo wie Carlos A. Mannucci und CD Universidad César Vallejo in der Primera División genutzt. Die Spielstätte bietet 24.583 Menschen Platz.
Die Anlage war ein Austragungsort der Copa América 2004. Dafür wurde es renoviert. Die Nord-, Süd und Osttribüne wurden abgerissen und neugebaut, um die Kapazität auf rund 24.000 Plätze anzuheben. Eine V.I.P.-Lounge wurde eingerichtet und die Konferenzräume wurden umgebaut. Zusätzlich wurde eine elektronische Anzeigentafel installiert. Im Jahr darauf beheimatete Peru die U-17-Fußball-Weltmeisterschaft 2005. Für das Turnier wurde ein Kunstrasenspielfeld verlegt, heute besitzt die Sportstätte wieder natürliches Grün.